# Adriana Iliescu
Adriana Iliescu (ur. 31 maja 1938 w Krajowej) – rumuńska filolożka, nauczycielka akademicka, historyczka literatury, krytyczka literacka, poetka. Międzynarodową popularność przyniosło jej urodzenie dziecka w wieku 66 lat i 320 dni, co wywołało także wiele kontrowersji i przyczyniło się do dyskusji nad zmianą prawa w Rumunii.

## Życiorys
Urodziła się 31 maja 1938 roku w Krajowej jako córka prawnika Aureliana Iliescu i Marii (z domu Cernatescu).
Ukończyła szkołę średnią w Krajowej, a później Wydział Filologiczny na Uniwersytecie Bukareszteńskim.

## Ciąża
W wieku 20 lat miała stracić ciążę, przez co, jak twierdzi, rozpadło się jej małżeństwo. Mimo że, jak twierdzi, lekarze ostrzegali ją przed kolejną ciążą, ponieważ dziecku mogły grozić wady rozwojowe, Adriana Iliescu wciąż chciała mieć dziecko. Kiedy zostanie matką w sposób naturalny przestało być możliwe, zdecydowała się na sztuczne zapłodnienie.
Początkowo leczyła się w szpitalu w Timișoarze, później w szpitalu Panait Sârbu w Bukareszcie.
Przez 10 lat poddawała się leczeniu niepłodności i odwracaniu skutków menopauzy. W końcu poddała się sztucznemu zapłodnieniu. Zarówno komórka jajowa, jak i plemniki pochodziły od anonimowych dawców, a Iliescu został wszczepiony zarodek.
Początkowo nosiła trojaczki, jednak po ok. 9–10 tygodniach jeden z płodów zmarł.
16 stycznia 2005 roku w Bukareszcie w szpitalu Panait Sârbu w wieku 66 lat i 320 dni urodziła dziewczynkę – Elizę Marię, która ważyła 1,4 kg. Poród odbył się przedwcześnie (w 33. tygodniu ciąży) poprzez zabieg cesarskiego cięcia, po tym jak jedna z bliźniaczek zmarła w łonie matki. Po narodzinach dziewczynka trafiła na oddział intensywnej terapii, jednak oddychała prawidłowo.
Iliescu została uznana za najstarszą matkę. Poprzedni rekord należał do Hinduski Satyabhamy Mahapatry, która urodziła w wieku 65 lat. W grudniu 2006 utraciła miano najstarszej matki na rzecz Marii del Carmen Bousada de Lara, która urodziła bliźniaki w wieku 66 lat i 358 dni.

### Odbiór i kontrowersje
Informacja o porodzie Adriany Iliescu została udostępniona w mediach zarówno krajowych, jak i zagranicznych, wywołując liczne kontrowersje, głównie dotyczące wieku matki, ale ogólnie zastosowania in vitro. Część mediów pytała także czytelników, co sądzą o sprawie, niektóre udostępniały ich opinie. W zdecydowanej większości reakcje były negatywne. Pozytywne nie były aż tak zdecydowane, zdarzały się również ironiczne.
W Rumunii Adrianę Iliescu skrytykował Kościół Prawosławny, a minister zdrowia Mircea Cinteză zapowiedział prace nad zmianą prawa.

#### Wiek
Kościół Prawosławny w Rumunii skrytykował urodzenie dziecka przez Iliescu, a decyzję tę nazwał „samolubną”. Ciprian Campineanul ocenił, że Adriana Iliescu chciała sobie zrobić prezent w tym wieku. Adriana Iliescu stwierdziła, że jeśli dziecko się urodzi, to znaczy, że taka jest wola Boga. Wielokrotnie deklarowała się jako osoba wierząca.
Nick Thorpe, reporter BBC, przekazał, że lekarz dokonujący sztucznego zapłodnienia miał twierdzić, że Adriana Iliescu była w odpowiednim stanie, aby donosić ciążę. Nie chciał odpowiadać na pytania o kwestie etyczne.
Urodzenie przez Adrianę Iliescu było legalne. Wówczas w Rumunii nie istniały żadne ograniczenia co do stosowania in vitro ze względu na wiek, mimo że w wielu krajach takie występowały. W efekcie wzmożonej dyskusji i kontrowersji po porodzie Adriany Iliescu media donosiły, że także w Rumunii zostaną one wprowadzone, zwłaszcza ze względu na to, iż w tym czasie Rumunia starała się o wejście do Unii Europejskiej.
„The Daily Telegraph” informował, że narodziny małej Elizy Marii wywołały w kraju debatę etyczną, medyczną i religijną na temat leczenia niepłodności starszych kobiet. „The Guardian” informował, że przypadek Adriany Iliescu doprowadzi do nałożenia ograniczeń na leczenie niepłodności, natomiast „The Daily Telegraph” twierdził, że rząd miał za dwa lata przyjąć uchwałę, które ograniczy leczenie niepłodności do osób poniżej 50 roku życia.
Ministerstwo Zdrowia poinformowało, że projekt ustawy ograniczającej stosowanie zapłodnienia in vitro został złożony w parlamencie. Zgodnie z tym projektem ustawy, medycznie wspomagana reprodukcja człowieka jest zabroniona w przypadkach niepłodności spowodowanej wiekiem. Minister zdrowia Mircea Cinteză zapowiadał, że ustawa zostanie wprowadzona w ciągu najbliższego roku. Wyraził też przekonanie, że mimo iż lekarze nie popełnili nielegalnego czynu, będą sądzeni przez Kolegium Lekarskie w Bukareszcie za „winę moralną”. Informował także, że przed zmianą prawa zostanie przeprowadzona debata, w której wezmą udział przedstawiciele Kościoła oraz wszyscy zainteresowani, jednak do takiej debaty nie doszło. Mircea Cinteză przestał być ministrem w sierpniu tego samego roku z powodu kryzysu w sektorze ochrony zdrowia, nie doprowadzając do zmiany prawa w kwestii ograniczeń leczenia niepłodności.
Rumuński tabloid „Național” miał napisać: „Kiedy matka będzie miała 80 lat, a dziewczynka 13, kto kogo będzie chronił?”. Steve Tucker na łamach „South Wales Echo” stwierdził, że Adriana Iliescu w momencie zostania matką była w wieku przeciętnej prapraprababci w Ely.
Adriana Iliescu wywiadzie dla stacji Realitatea TV powiedziała, że jest optymistycznie nastawiona, a w jej rodzinie wszyscy żyli długo. Argumentem powtarzanym przeciwko uznaniu urodzenia dziecka w tak zaawansowanym wieku jako objawu egoizmu była wypowiedź Mukti Jain Campion, że nikt nie może zagwarantować, że dożyje momentu, w którym jego dzieci staną się dorosłymi, ani że sam nie będzie potrzebował opieki.
Robert Winston stwierdził, że jego zdaniem ta kwestia nie powinna podlegać dyskusji. Zauważył, że wielu mężczyzn w wieku 60, 70 i 80 lat zostaje ojcami, podając przykłady m.in. Desa O’Connora i Ruperta Murdocha. Następnie zapytał, czy dla kobiety niepraktyczne jest rodzenie dzieci po osiągnięciu pewnego wieku, a jeśli tak, to jaka miałaby być granica i czy te same zasady powinny obowiązywać mężczyzn? Zauważył też, że ludzie żyją coraz dłużej, więc postrzeganie tego wieku też powinno się zmieniać.
Daniela Cutas oraz Anna Smajdor zauważają, że przewidywana długość życia zależy od wielu czynników, m.in. pochodzenie etniczne, położenie geograficzne, zawód, wykształcenie i status społeczno-ekonomiczny. Ograniczanie możliwości zajścia w ciążę ze względu na wiek uznają za dyskryminację.

#### Promowanie późnego macierzyństwa
Media chętnie prezentują indywidualne historie, które wywołują silne kontrowersje społeczne, podając m.in. przykład Adriany Iliescu. Doniesienia te przedstawiają ART jako wszechmocną technikę, która nawet w tak skrajnych i medialnych przypadkach pozwala zajść w ciążę, co może budzić zdziwienie i strach. Z drugiej strony może to zachęcać niepłodne pary czerpiące wiedzę z medialnych doniesień do korzystania z technik wspomagania rozrodu, dzięki wierze, że ich „zwykły” przypadek będzie bezproblemowy.
Cara Birrittieri, autorka książki What Every Woman Should Know about Fertility and Her Biological Clock, stwierdziła, że jest nieetyczne promowanie kobiet, które tak późno urodziły dzieci, ponieważ jej zdaniem może to wprowadzać kobiety w błąd, sugerując, że mają czas na zajście w ciążę, tymczasem w przekazie medialnym brakuje wielu informacji, jak np. o zastosowaniu cudzych jajeczek.

#### Kwestia macierzyństwa
Arthur Caplan podkreślił, że mimo że doszło do ciąży, to Adriana Iliescu nie była biologiczną matką dziecka, ponieważ komórka jajowa nie pochodziła od niej. Kristen Philipkoski stwierdziła, że Adriana Iliescu była surogatką dla obcego DNA. W mediach często podkreślano obawy i nieufność wobec metody z powodu braku genetycznego powiązania między matką a dzieckiem.
Istnieją badania, które twierdzą, że związek genetyczny rodzica z dzieckiem nie ma wpływu na wychowanie dziecka, jak i takie, które twierdzą, że rodzice, którzy nie są spokrewnieni genetycznie z dzieckiem, są lepszymi rodzicami.
Przypadek Adriany Iliescu często przytaczany jest w badaniach i artykułach nt. ART, in vitro i macierzyństwa, zwłaszcza w kontekście bioetyki. Hens Kristien sięgnęła po przypadek Adriany Iliescu i argumenty Danieli Cutas w artykule na temat ojcostwa.

### Eliza Maria
W 2010 roku Adriana Iliescu mówiła, że myśli o kolejnym dziecku.
W 2023 roku Adriana Iliescu poinformowała, że córka dobrze się uczy, studiuje dwa kierunki studiów i mają ze sobą dobry kontakt.

## Twórczość
Twórczość Adriany Iliescu można podzielić na dwa obszary: pierwszy to historia literatury i krytyka literacka, drugi to literatura piękna (proza i poezja). Obszary te komunikują się ze sobą na różnych poziomach pisania. Napisała 25 książek dla dzieci.

### Dzieła (przykłady)
- Literatorul. Studiu monografic, Bukareszt, 1968[1]
- Trecuta virsta a Julietei, Bukareszt, 1969[1]
- Domnisoara cu miozotis, Bukareszt, 1970[1]
- Insula, Bukareszt, 1971[1]
- Revistele literare de la sfârșitul secolului al XlX-lea, Bukareszt, 1972[1]
- Realismul în literatura română în secolul al XIX-lea, Bukareszt, 1975[1]
- Proza realistă in secolul al XlX-lea, Bukareszt 1978[1]